# Капу-Сатулуй
Капу-Сатулуй (рум. Capu Satului) — село у повіті Бузеу в Румунії. Входить до складу комуни Одейле.
Село розташоване на відстані 110 км на північ від Бухареста, 35 км на північний захід від Бузеу, 117 км на захід від Галаца, 77 км на схід від Брашова.

## Населення
За даними перепису населення 2002 року у селі проживали 70 осіб, усі — румуни. Усі жителі села рідною мовою назвали румунську.